# Élections régionales de 2014 au Piémont
 (novembre 2018).
Si vous disposez d'ouvrages ou d'articles de référence ou si vous connaissez des sites web de qualité traitant du thème abordé ici, merci de compléter l'article en donnant les références utiles à sa vérifiabilité et en les liant à la section « Notes et références ».
Les élections régionales de 2014 au Piémont (en italien : Elezioni regionali in Piemonte del 2014) se tiennent le dimanche 25 mai 2014 afin d'élire le président de la junte régionale et les 50 autres membres de la Xe législature du conseil régional du Piémont.
Le scrutin voit la victoire de Sergio Chiamparino et sa coalition de centre gauche, l'effondrement du centre droit arrivé au pouvoir en 2010 et la percée du Mouvement 5 étoiles (M5S).

## Contexte
Lors des élections de 2010, la coalition de centre droit emmenée par le candidat à la présidence de la Ligue du Nord (Lega) Roberto Cota s'impose avec 47,3 % des suffrages exprimés et 36 conseillers sur 60. Elle devance ainsi la coalition de centre gauche de la présidente sortante Mercedes Bresso, membre du Parti démocrate (PD), de moins de 10 000 voix sur plus de deux millions de votes valides.
Le 10 janvier 2014, le tribunal administratif régional annule le scrutin de 2010 en raison de fausses signatures parmi les parrainages ayant permis de valider la présentation de la liste « Les Retraités avec Cota ». Ce jugement est validé le 11 février suivant par le Conseil d'État. Le tribunal administratif donne le 6 mars une semaine au président de la junte pour convoquer de nouvelles élections, sans quoi le préfet de Turin sera nommé commissaire extraordinaire à la tête de l'exécutif régional. Cota obtempère le 12 mars, un jour avant l'expiration du délai fixé par la justice.

## Mode de scrutin
Le conseil est constitué de 51 conseillers, élus pour cinq ans au scrutin proportionnel plurinominal et au scrutin plurinominal majoritaire. 39 sont élus dans huit circonscriptions correspondant aux provinces du Piémont et 12 au niveau régional.
Le jour du scrutin, l'électeur vote deux fois. Il accorde un suffrage à un candidat à la présidence de la junte régionale (qui est également tête de liste régionale) et un suffrage à une liste provinciale. Le panachage est autorisé : l'électeur est libre de voter pour un parti ne soutenant pas le candidat qu'il a choisi.
À l'issue du vote, la liste régionale dont le chef de file est élu président de la junte régionale reçoit les dix sièges à pourvoir, ainsi qu'un siège pour le président élu. Le candidat à la présidence arrivé deuxième reçoit également un siège sur le quota des forces politiques le soutenant. Les 39 mandats provinciaux sont répartis à la proportionnelle d'Hagenbach-Bischoff. Les mandats qui n'ont pas été attribués à l'issue du premier décompte et les voix qui n'ont pas été utilisées sont distribués à la proportionnelle de Hare.

### Répartition des sièges
| Provinces                                      | Sièges | +/-           |  |
| Alexandrie                                     | 4      | 1             |  |
| Asti                                           | 1      | 1             |  |
| Biella                                         | 1      | 1             |  |
| Coni                                           | 6      | 1             |  |
| Novare                                         | 3      | en stagnation |  |
| Turin                                          | 22     | 3             |  |
| Verbano-Cusio-Ossola                           | 1      | 2             |  |
| Verceil                                        | 1      | 1             |  |
| Candidats à la présidence et prime majoritaire | 12     | 1             |  |
| Total                                          | 51     | 9             |  |

## Principales forces politiques
| Force politique | Force politique                                          | Candidat                                                           |
| --------------- | -------------------------------------------------------- | ------------------------------------------------------------------ |
|                 | Coalition de centre droit Coalizione di centro-destra    | Gilberto Pichetto Fratin (FI) Vice-président de la junte régionale |
|                 | Coalition de centre gauche Coalizione di centro-sinistra | Sergio Chiamparino (PD) Ancien maire de Turin                      |
|                 | Mouvement 5 étoiles Movimento 5 Stelle                   | David Bono                                                         |

## Résultats
|                           |                               |            |            |                           |                                   |                           |           |         |         |               |               |       |  |  |
| Présidence                | Présidence                    | Présidence | Présidence | Présidence                | Conseil                           | Conseil                   | Conseil   | Conseil | Conseil | Conseil       | Conseil       | Total |  |  |
| Candidats                 | Candidats                     | Votes      | %          | Sièges                    | Partis                            | Partis                    | Votes     | %       | +/-     | Sièges        | +/-           | Total |  |  |
|                           | Sergio Chiamparino (PD)       | 1 057 031  | 47,09      | 11                        |                                   | Parti démocrate (PD)      | 704 541   | 36,17   | 12,96   | 17            | 5             |       |  |  |
|                           | Sergio Chiamparino (PD)       | 1 057 031  | 47,09      | 11                        | Chiamparino pour le Piémont       | 94 615                    | 4,86      | Nv.     | 2       | 2             |               |       |  |  |
|                           | Sergio Chiamparino (PD)       | 1 057 031  | 47,09      | 11                        | Modérés (Mod)                     | 47 901                    | 2,46      | 0,60    | 1       | en stagnation |               |       |  |  |
|                           | Sergio Chiamparino (PD)       | 1 057 031  | 47,09      | 11                        | Gauche, écologie et liberté (SEL) | 40 873                    | 2,10      | 0,66    | 1       | en stagnation |               |       |  |  |
|                           | Sergio Chiamparino (PD)       | 1 057 031  | 47,09      | 11                        | Choix civique pour l'Italie (SC)  | 29 313                    | 1,50      | Nv.     | 1       | 1             |               |       |  |  |
|                           | Sergio Chiamparino (PD)       | 1 057 031  | 47,09      | 11                        | Italie des valeurs (IdV)          | 13 658                    | 0,70      | 6,20    | —       | 3             |               |       |  |  |
| Total Centre gauche       | Total Centre gauche           | 1 057 031  | 47,09      | 11                        | 930 901                           | 47,79                     | 0,24      | 22      | 1       | 33            |               |       |  |  |
|                           | Gilberto Pichetto Fratin (FI) | 495 993    | 22,10      | 1                         |                                   | Forza Italia (FI)         | 302 743   | 15,54   | 9,51    | 6             | 7             |       |  |  |
|                           | Gilberto Pichetto Fratin (FI) | 495 993    | 22,10      | 1                         | Ligue du Nord (LN)                | 141 741                   | 7,28      | 9,46    | 2       | 7             |               |       |  |  |
|                           | Gilberto Pichetto Fratin (FI) | 495 993    | 22,10      | 1                         | Parti des retraités (PP)          | 13 837                    | 0,71      | 0,76    | —       | 1             |               |       |  |  |
|                           | Gilberto Pichetto Fratin (FI) | 495 993    | 22,10      | 1                         | Liste civique pour le Piémont     | 8 853                     | 0,45      | Nv.     | —       | en stagnation |               |       |  |  |
|                           | Gilberto Pichetto Fratin (FI) | 495 993    | 22,10      | 1                         | Verts verts (VV)                  | 5 435                     | 0,27      | 1,49    | —       | 1             |               |       |  |  |
|                           | Gilberto Pichetto Fratin (FI) | 495 993    | 22,10      | 1                         | Droites unies (avec LD-FLI-DS)    | 5 004                     | 0,25      | 0,41    | —       | en stagnation |               |       |  |  |
|                           | Gilberto Pichetto Fratin (FI) | 495 993    | 22,10      | 1                         | Grande Sud (GS)                   | 1 676                     | 0,08      | Nv.     | —       | en stagnation |               |       |  |  |
| Total Centre droit        | Total Centre droit            | 495 993    | 22,10      | 1                         | 479 289                           | 24,61                     | 22,37     | 8       | 16      | 9             |               |       |  |  |
|                           | Davide Bono                   | 481 453    | 21,45      | –                         |                                   | Mouvement 5 étoiles (M5S) | 396 295   | 20,35   | 16,68   | 8             | 8             | 8     |  |  |
|                           | Guido Crosetto                | 117 807    | 5,25       | –                         |                                   | Frères d'Italie (FdI)     | 72 776    | 3,74    | Nv.     | 1             | 1             | 1     |  |  |
|                           | Enrico Costa                  | 67 025     | 2,99       | –                         |                                   | Liste commune NCD-UdC     | 49 059    | 2,52    | 1,41    | 0             | en stagnation | 0     |  |  |
|                           | Mauro Filingeri               | 25 193     | 1,12       | –                         |                                   | L'Autre Piémont à gauche  | 19 467    | 1,00    | 1,65    | 0             | en stagnation | 0     |  |  |
|                           |                               |            |            |                           |                                   |                           |           |         |         |               |               |       |  |  |
| Suffrages exprimés        | Suffrages exprimés            | 2 244 502  | 93,32      |                           | Suffrages exprimés                | Suffrages exprimés        | 1 947 787 | 80,98   |         |               |               |       |  |  |
| Votes blancs et invalides | Votes blancs et invalides     | 160 726    | 6,68       | Votes blancs et invalides | Votes blancs et invalides         | 457 441                   | 19,02     |         |         |               |               |       |  |  |
| Total candidats           | Total candidats               | 2 405 228  | 100        | 12                        | Total partis                      | Total partis              | 2 405 228 | 100     | -       | 39            | 9             | 51    |  |  |
| Abstentions               | Abstentions                   | 1 296 582  | 33,56      |                           |                                   |                           |           |         |         |               |               |       |  |  |
| Inscrits/Participation    | Inscrits/Participation        | 3 620 349  | 66,44      |                           |                                   |                           |           |         |         |               |               |       |  |  |